# Karl von Bülow
Karl von Bülow (24 tháng 4 năm 1846 – 31 tháng 8 năm 1921) là một Thống chế của Đế quốc Đức, chỉ huy Tập đoàn quân số 2 của Đức trong cuộc Chiến tranh thế giới thứ nhất từ năm 1914 cho đến năm 1915.

## Tiêu sử
Sinh ra tại Berlin trong một gia đình có truyền thống quân sự của Phổ, Bülow gia nhập Quân đội Phổ trong cuộc Chiến tranh Áo-Phổ năm 1866. Ông đã phục vụ trong cuộc Chiến tranh Pháp-Phổ năm 1871 như là một sĩ quan cấp thấp. Là Đại úy của Bộ Tổng tham mưu Đức năm 1877, Bülow được thăng cấp Đại tá và được bổ nhiệm làm chỉ huy Trung đoàn Cận vệ số 9 năm 1894. Vào năm 1897, Bülow trở thành tổng cục trưởng Tổng cục Bộ Chiến tranh Đức. Ông là tư lệnh của Quân đoàn III của Đức từ năm 1903 cho đến khi được bổ nhiệm làm Cục trưởng Cục thanh tra quân đội III của Đức năm 1912, không lâu trước khi Chiến tranh thế giới thứ nhất bùng nổ.
Khi Chiến tranh thế giới thứ nhất nổ ra vào tháng 8 năm 1914, ông trở thành tư lệnh của Tập đoàn quân số 2, và giành nhiều chiến thắng vang dội. Bülow xâm chiếm Bỉ, đánh chiếm pháo đài Namur vào các ngày 22–23 tháng 8. Tiến vào nước Pháp, Bülow đánh bại Tập đoàn quân số 5 của Pháp dưới quyền tướng Charles Lanrezac trong trận Charleroi vào các ngày 23–24 tháng 8 và một lần nữa đẩy lùi Lanzerac trong St. Quentin vào các ngày 29–30 tháng 8.
Trong khi Tập đoàn quân số và Tập đoàn quân số 1 dưới quyền tướng Alexander von Kluck đến gần Paris từ ngày 31 tháng 8 cho đến ngày 2 tháng 9, Bülow, quan ngại về lỗ hổng ngày càng mở rộng giữa hai tập đoàn quân, đã kiến nghị Kluck chuyển Tập đoàn quân số 1 ở bên phải về phía ông. Nhưng rồi, quyết định này đã dẫn tới việc Kluck tiến về phía nam và đông Paris, thay vì phía bắc và tây như kế hoạch Schlieffen đã chỉ ra. Bülow vượt sông Marne vào ngày 4 tháng 9, nhưng quyết định rút quân về sông Aisne sau cuộc phản công thắng lợi của liên quân Pháp - Anh nhằm vào Tập đoàn quân số 1 của Đức trong trận sông Marne lần thứ nhất từ ngày 5–10 tháng 9.
Ngày nay, ông thường bị quy trách nhiệm về thất bại của quân đội Đức trong trận Marne. Bülow được thăng cấp Thống chế vào tháng 1 năm 1915. Hai tháng sau, ông bị một cơn nhồi máu cơ tim, và được phép về hưu vào đầu năm 1916, sống tại Berlin cho đến lúc mất.